# Látex

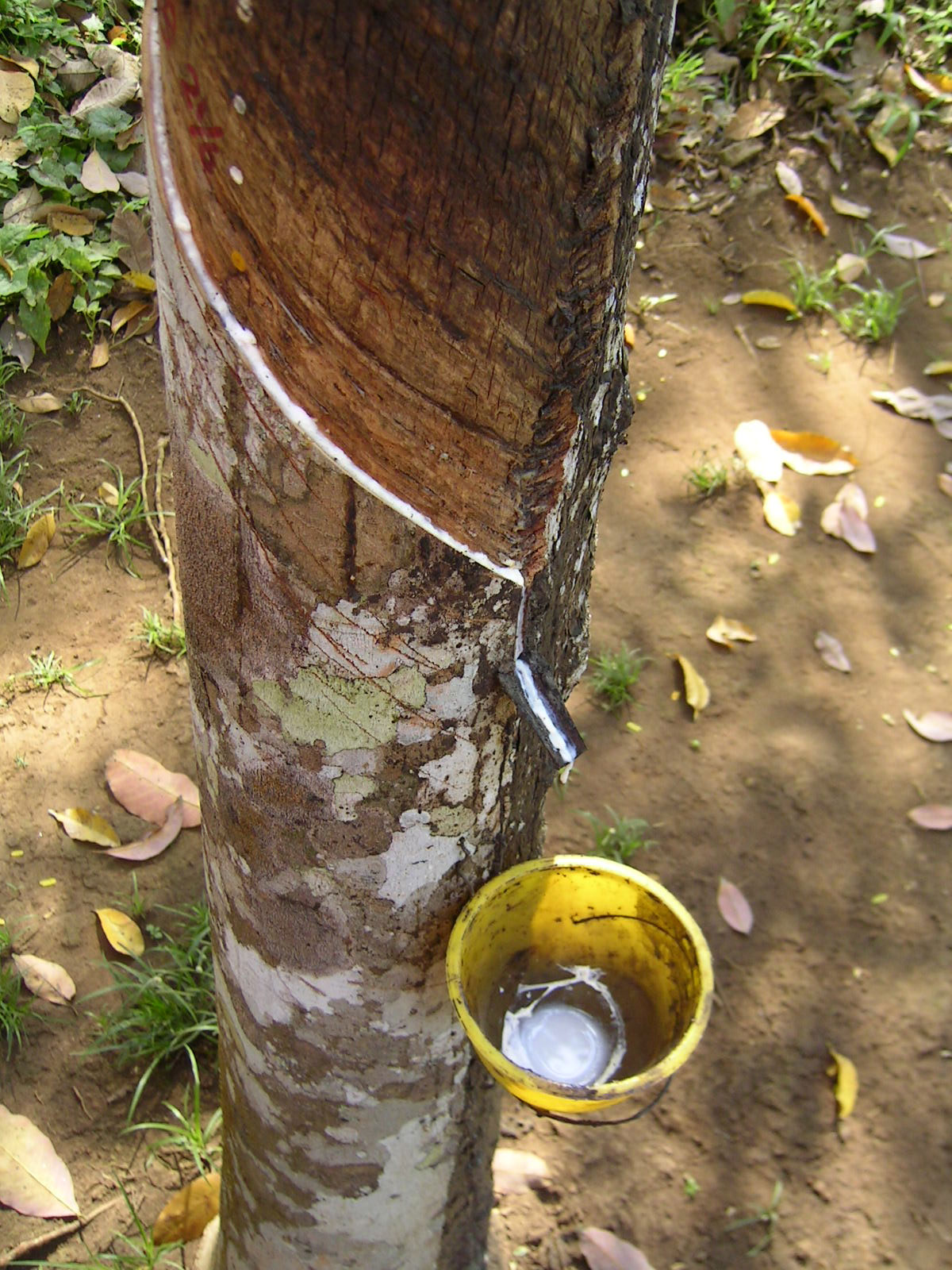
Extração do látex da seringueira

Fórmula estrutural do látex

O látex, ou látice, é o suco leitoso esbranquiçado expelido por algumas plantas, uma emulsão de micropartículas poliméricas em meio aquoso, que pode ser natural obtido através do extrativismo vegetal ou produzido sinteticamente.

## Composição
O látex é uma dispersão coloidal estável de uma substância polimérica em um meio aquoso; formado aproximadamente por 37,5% de borracha e 60% de água.
Na natureza é produzido por algumas plantas: como a papoula, a seringueira, o mamoeiro, a maniçoba e o Caucho (castilloa). É obtido através da secreção nas plantas, estas quando feridas no caule, reagem produzindo o látex, que tem a função de, consolidado por oxidação/coagulado espontâneamente, provocar a cicatrização do tecido vegetal cortado no caule.
Na composição dele ocorre, em média, 35% de hidrocarbonetos, destacando-se o 2-metil-1,3-butadieno 1,3 (C5H8) comercialmente conhecido como isopreno, o monômero da borracha. A emulsão é praticamente neutra com pH de 7,0 à 7,2, mas quando exposto ao ar por um período de 12 a 24 horas: o pH cai para 5,0 (ponto ísoelétrico); viscosidade aumenta; desprendimento de anhídrido carbônico; sofrendo asism a coagulação espontânea,  formando o polímero que é a borracha, representada por (C5H8)n , onde n é da ordem de 10 000 e apresenta massa molecular média de 600 000 a 950 000 g/mol.
Observação: o látex tem muitas substâncias tóxicas, plantas que o contem representam risco tóxico sério para a saúde, portanto não deve ser consumido, especialmente quando crua (in natura). Um exemplo é a mandioca-brava, que contém ácido cianídrico, precursor do cianureto, paralisante do sistema respiratório.

## Uso
Largamente utilizado pela indústria para a confecção de preservativos, pneus, luvas e, drenos cirúrgicos. Mas é um material que pode causar processos alérgicos (dermatite de contato) de intensidade variável.
Além da borracha em si, o látex serve para a confecção de diversos artefatos produzidos por comunidades tradicionais, tais como sacos encauchados e encauchados de vegetais da Amazônia. Aqueles precisam ser defumados e são aplicações do látex sobre tecidos industrializados. Estes são uma evolução; trata-se apenas de látex com fibras vegetais, originando massa que pode ser moldada na forma de mantas e outros artefatos.

## Coagulação espontânea
O fenômeno da coagulação do latéx de modo espontâneo possui uma complexidade a ponto de ainda não ser totalmente esclarecido, existindo assim três teorias:
- Teoria enzimática, endossada por tratadistas como George Stafford Whitby (1887–1972), Alain Campbell (1880-1951), Philip Barrowcliff, Paul Stamberger, coagulação por enzimas proteolíticas que atacam e decompõem as proteirias que envolvem as míscelas da borracha (coloides protetores), ocorrendo a floculação do látex, pois a coagulação inicia antes do processo de fermentação;[5]
- Teoria bacteriana, endossada por tratadistas como EA TON, BELGRAVE, DE VRIES, GRANTHAM, coagulação por ácidos formados pela fermentação bacteriana, pois o látex possui duas bactérias: anaeróbias (transformam açúcares em ácidos) e aeróbias (atacam as proteínas hidrolisando-as em produtos alcalinos) que contrabalaceiam a formação de ácidos com a formação de produtos alcalinos;[5]
- Teoria físico-química, a mais recente teorizada em 1947 por G. E. VAN GILS, de Buitenzorg, coagulação por concentração de ions cálcio (Ca++) e mágnésio (Mg++), pois o látex contém glicéridos e fostolípídíos, quando extensivamente hídrolísados/dialisados (ou por ação química ou por ação de lípases), liberam ions de ácidos graxos, que combinam-se com os ions Ca++ e Mg++ formando sabões calcícos e magnésícos.[5]